# باکسی چار
باکسی چار (به لاتین: Baksi Char) یک روستا در بنگلادش است که در استان باریسال و در ناحیه باریسال واقع شده‌است.